# Volim te do smrti (1990.)
 Volim te do smrti  je američka crnohumorna komedija iz 1990. koju je režirao Lawrence Kasdan. Djelomično se temelji na pokušaju ubojstva koji se dogodio 1984. u Allentownu, Pennsylvania, kad je Frances Toto u više navrata pokušala ubiti svog muža, Anthonyja. Toto je provela četiri godine u zatvoru zbog pokušaja ubojstva.

## Radnja
Joey Boca (Kevin Kline) je vlasnik pizzerije u Tacomi i u dugom je braku s Rosalie (Tracey Ullman). Rosalie se užasne kad otkrije da je Joey ženskar i da ju cijelo vrijeme vara.
Rosalie ne želi dopustiti Joeyju zadovoljstvo da ima svaku ženu koju poželi i odbija se razvesti. Poduzima ekstremne mjere te zamoli za pomoć svoju majku (Joan Plowright) i mladog zaposlenika u pizzeriji Deva, koji je potajno zaljubljen u nju (River Phoenix), da ubiju Joeyja i stanu na kraj njegovoj nevjeri. Također unajme dvojicu nesposobnih, stalno napušenih plaćenih ubojica (William Hurt i Keanu Reeves).
Međutim, Joeyja je nemoguće ubiti. Usprkos mnogim pokušajima ubojstva (otrov, pucanje, batinanje), on ostane blaženo nesvjestan da je cilj napada.

## Uloge
- Kevin Kline - Joey Boca
- Tracey Ullman - Rosalie Boca
- Joan Plowright - Nadja
- River Phoenix - Devo Nod
- William Hurt - Harlan James
- Keanu Reeves - Marlon James
- James Gammon - Larry Schooner
- Jack Kehler - Carlos Wiley
- Victoria Jackson - Lacey
- Miriam Margolyes - Joeyjeva majka
- Alisan Porter - Carla Boca
- Jon Kasdan - Dominic Boca
- Heather Graham - Bridget
- Phoebe Cates - Joeyjeva djevojka u diskoteci

Kline je zamolio svoju suprugu Phoebe Cates da odigra malu ulogu u filmu. Pojavljuje se u baru/diskoteci kao djevojka koju Joey pokupi u baru. Učinila je to kao uslugu svojemu mužu. U to vrijeme je snimala film Crkni, Fred zbog čega njezina kosa izgleda jednako u oba filma.

## Prijem

### Kritike
Rotten Tomatoes je dao filmu ocjenu od 56% na temelju 18 kritika.
Roger Ebert opisuje film kao "glumčev san", ali nije sasvim siguran da li je to pravi film za publiku. Hvali glumu Tracey Ullman, napominjući da je tim učinkovitija protiv otvoreno komične glume Kevina Klinea. Ebert podsjeća da je Kasdana privukao scenarij zato što je izgledao gotovo nemoguć za režiranje, i, iako nije bio siguran da će uspjeti, zasigurno nije bio dosadan.

### Uspjeh na kinoblagajnama
Film je zaradio 4 milijuna dolara u prvom vikendu prikazivanja. Zaradio je sveukupno 16 milijuna u Sjevernoj Americi.